# Ichthyoxenus tchangi
Ichthyoxenus tchangi là một loài chân đều trong họ Cymothoidae. Loài này được Yu miêu tả khoa học năm 1935.